# 口入
口入（くにゅう）は、口出しや干渉、仲介、斡旋などの行為を意味しており、日本においては古代から近代まで長く使われた言葉であるが、中世には特殊な法律用語として用いられた。

## 概要
例えば平安時代後期に伊勢神宮の神官の中に東国の在地領主に対して所領の寄進を働きかけ、報酬として毎年一定の口入料を得る役目の者がいたが、こうした神官を「口入神主（くにゅうじんしゅ）」と称した。続く鎌倉時代に鎌倉幕府が御家人を荘園の所職に推挙する行為を「関東御口入（かんとうごくにゅう）」と称した。後に朝廷の官位に対する御家人の推挙も口入と称されるようになった。更に訴訟における第三者による訴訟当事者一方への加担行為も口入と称した。元々こうした訴訟ごとに第三者が口入を行って平和的に解決がなされることがあったが、中世に入ると当事者の縁者やつながりのある権門が口入を通して訴訟に介在することが行われ、本来は官途推挙のために用いられていた挙状と呼ばれる推挙状が口入の申入書として権門間でやりとりされた。特にこの時代には親戚縁者が自己にゆかりのある訴訟当事者に口入するのは正当な法行為であるとする観念が強く、特に権力者による口入は訴訟結果にも影響を与えた。これに対して荘園領主（本所）も本所法や内部の誓約によって口入の制限・禁止を行い、鎌倉幕府や室町幕府もたびたび口入の禁止を行い（『御成敗式目』第30条）、更に権利者である本所の挙状の無い寺社・荘園の訴訟を取り上げない規定を設けた（『御成敗式目』第6条）が、効力は乏しかった。